# Mike Kinkade
Michael Arthur "Mike" Kinkade, född den 6 maj 1973 i Livonia i Michigan, är en amerikansk före detta professionell basebollspelare som tog guld för USA vid olympiska sommarspelen 2000 i Sydney.
Kinkade spelade sex säsonger i Major League Baseball (MLB) 1998–2003. Han spelade för New York Mets (1998–2000), Baltimore Orioles (2000–2001) och Los Angeles Dodgers (2002–2003). Totalt spelade han 222 matcher med ett slaggenomsnitt på 0,256, 13 homeruns och 48 RBI:s (inslagna poäng).
Kinkade spelade därefter en säsong i japanska Nippon Professional Baseball (NPB) för Hanshin Tigers innan han avslutade karriären med några misslyckade försök att göra comeback i MLB. Hans sista match som proffs gjorde han 2008.
Kinkade var 2012 tränare på den lägsta nivån (Rookie) i Minor League Baseball.